# Premis Oscar de 1979
Els Premis Oscar de 1979 (en anglès: 52nd Academy Awards) foren presentats el 14 d'abril de 1980 en una cerimònia realitzada al Dorothy Chandler Pavilion de Los Angeles.
En aquesta edició actuà de presentador, per segona vegada, Johnny Carson.

## Curiositats
Les pel·lícules més nominades de la nit foren Kramer contra Kramer de Robert Benton i Comença l'espectacle de Bob Fosse amb nou nominacions. La primera fiu la guanyadora de la nit amb cinc premis: pel·lícula, direcció, actor, actriu secundària i guió adaptat; mentre la segona guanyà quatre premis, tots ells tècnics. Per la seva banda Apocalypse Now de Francis Ford Coppola aconseguí vuit nominacions i guanyà dos premis tècnics.
En aquesta edició Justin Henry es convertí en l'actor de menor edat en aconseguir una nominació amb 8 anys per la seva interpretació a Kramer conta Kramer com a actor secundari. Alhora, Melvyn Douglas aconseguí una nominació en la mateixa categoria amb 79 anys, establint un rècord de diferència d'anys entre dos nominats en una mateixa categoria.

## Premis
| Millor pel·lícula | Millor direcció |
| --- | --- |
| - Kramer contra Kramer (Stanley R. Jaffe per Columbia Pictures) - Apocalypse Now (Francis Ford Coppola, Fred Roos, Gray Frederickson i Tom Sternberg per United Artists) - Comença l'espectacle (Robert Alan Aurthur per 20th Century Fox i Columbia Pictures) - Norma Rae (Tamara Asseyev i Alexandra Rose per 20th Century Fox) - Primera volada (Peter Yates per 20th Century Fox) | - Robert Benton per Kramer contra Kramer - Bob Fosse per Comença l'espectacle - Francis Ford Coppola per Apocalypse Now - Édouard Molinaro per Casa de boges - Peter Yates per Primera volada |
| Millor actor | Millor actriu |
| - Dustin Hoffman per Kramer contra Kramer com a Ted Kramer - Jack Lemmon per La síndrome de la Xina com a Jack Godell - Al Pacino per Justícia per a tothom com a Arthur Kirkland - Roy Scheider per Comença l'espectacle com a Joe Gideon - Peter Sellers per Being There com a Chauncey Gardiner | - Sally Field per Norma Rae - Jill Clayburgh per Starting Over com a Marilyn Holmberg - Jane Fonda per La síndrome de la Xina com a Kimberly Wells - Marsha Mason per Chapter Two com a Jennie MacLaine - Bette Midler per The Rose com a Mary Rose Foster |
| Millor actor secundari | Millor actriu secundària |
| - Melvyn Douglasper Being There com Ben Rand - Robert Duvall per Apocalypse Now com a Bill Kilgore - Frederic Forrest per The Rose com a Houston Dyer - Justin Henry per Kramer contra Kramer com a Billy Kramer - Mickey Rooney per El cavall negre com a Henry Dailey | - Meryl Streep per Kramer contra Kramer com a Joanna Kramer - Jane Alexander per Kramer contra Kramer com a Margaret Phelps - Barbara Barrie per Breaking Away com a Evelyn Stoller - Candice Bergen per Starting Over com a Jessica Potter - Mariel Hemingway per Manhattan com a Tracy |
| Millor guió original | Millor guió adaptat |
| - Steve Tesich per Primera volada - Robert Alan Aurthur i Bob Fosse per Comença l'espectacle - Valerie Curtin i Barry Levinson per Justícia per a tothom - Woody Allen i Marshall Brickman per Manhattan - Mike Gray, T. S. Cook i James Bridges per La síndrome de la Xina | - Robert Benton per Kramer contra Kramer (sobre hist. Avery Corman) - Francis Ford Coppola i John Milius per Apocalypse Now (sobre hist. de Joseph Conrad) - Francis Veber, Édouard Molinaro, Marcello Danon i Jean Poiret per Casa de boges (sobre obra teatre J. Poiret) - Allan Burns per Una petita història d'amor (sobre hist. Patrick Cauvin) - Irving Ravetch i Harriet Frank, Jr. per Norma Rae (sobre article Henry P. Leifermann) |
| Millor pel·lícula de parla no anglesa | |
| - El timbal de llauna de Volker Schlöndorff (Alemanya occidental) - Dimenticare Venezia de Franco Brusati (Itàlia) - Une histoire simple de Claude Sautet (França) - Mamá cumple cien años de Carlos Saura (Espanya) - Les senyoretes de Wilko d'Andrzej Wajda (Polònia) | |
| Millor banda sonora | Millor banda sonora - Cançons o adaptació |
| - Georges Delerue per Una petita història d'amor - Henry Mancini per 10, la dona perfecta - Dave Grusin per El campió - Jerry Goldsmith per Star Trek: La pel·lícula - Lalo Schifrin per Terror a Amityville | - Ralph Burns per Comença l'espectacle - Paul Williams i Kenny Ascher per The Muppet Movie - Patrick Williams per Primera volada |
| Millor cançó original | Millor fotografia |
| - David Shire (música); Norman Gimbel (lletra) per Norma Rae ("It Goes Like It Goes") - Henry Mancini (música); Robert Wells (lletra) per 10, la dona perfecta ("It's Easy to Say") - Marvin Hamlisch (música); Carole Bayer Sager (lletra) per Castells de gel ("Through the Eyes of Love") - Paul Williams i Kenny Ascher (música i lletra) per The Muppet Movie ("Rainbow Connection") - David Shire (música); Alan i Marilyn Bergman (lletra) per The Promise ("I'll Never Say Goodbye") | - Vittorio Storaro per Apocalypse Now - William A. Fraker per 1941 - Frank Phillips per El cavall negre - Giuseppe Rotunno per Comença l'espectacle - Néstor Almendros per Kramer contra Kramer |
| Millor direcció artística | Millor vestuari |
| - Philip Rosenberg i Tony Walton; Edward Stewart i Gary Brink per Comença l'espectacle - Michael Seymour, Les Dilley i Roger Christian; Ian Whittaker per Alien - Dean Tavoularis i Angelo Graham; George R. Nelson per Apocalypse Now - George C. Jenkins; Arthur Jeph Parker per La síndrome de la Xina - Harold Michelson, Joe Jennings, Leon Harris i John Vallone; Linda DeScenna per Star Trek: La pel·lícula                                                                          | - Albert Wolsky per Comença l'espectacle - Shirley Ann Russell per Agatha - Piero Tosi i Ambra Danon per Casa de boges - Judy Moorcroft per The Europeans - William Ware Theiss per Butch and Sundance: The Early Days |
| Millor muntatge | Millor so |
| - Alan Heim per Comença l'espectacle - Robert Dalva per El cavall negre - Gerald B. Greenberg per Kramer contra Kramer - Richard Marks, Walter Murch, Gerald B. Greenberg i Lisa Fruchtman per Apocalypse Now - Robert L. Wolfe i Carroll Timothy O'Meara per The Rose | - Walter Murch, Mark Berger, Richard Beggs i Nat Boxer per Apocalypse Now - Robert Knudson, Robert Glass, Don MacDougall i Gene Cantamessa per 1941 - Arthur Piantadosi, Les Fresholtz, Michael Minkler i Al Overton, Jr. per The electric horseman - William McCaughey, Aaron Rochin, Michael J. Kohut i Jack Solomon per Meteor - Theodore Soderberg, Douglas O. Williams, Paul Wells i Jim Webb per The Rose                              |
| Millors efectes visuals | |
| - H.R. Giger, Carlo Rambaldi, Brian Johnson, Nick Allder i Dennis Ayling per Alien - William A. Fraker, A. D. Flowers i Gregory Jein per 1941 - Peter Ellenshaw, Art Cruickshank, Eustace Lycett, Danny Lee, Harrison Ellenshaw i Joe Hale per The Black Hole - Derek Meddings, Paul Wilson i John Evans per Moonraker - Douglas Trumbull, John Dykstra, Richard Yuricich, Robert Swarthe, David K. Stewart i Grant McCune per Star Trek: La pel·lícula                                      | |
| Millor documental | Millor curtmetratge documental |
| - Best Boy d'Ira Wohl - Generation on the Wind de David A. Vassar - Going the Distance de Paul Cowan i Jacques Bobet - The Killing Ground de Steve Singer i Tom Priestley - The War at Home de Glenn Silber i Barry Alexander Brown | - Paul Robeson: Tribute to an Artist de Saul J. Turell - Dae de Risto Teofilovski - Koryo Celadon de Donald A. Connolly i James R. Messenger - Nails de Phillip Borsos - Remember Me de Dick Young |
| Millor curtmetratge | Millor curtmetratge d'animació |
| - Board and Care de Sarah Pillsbury i Ron Ellis - Bravery in the Field de Roman Kroitor i Stefan Wodoslawsky - Oh Brother, My Brother de Carol Lowell i Ross Lowell - The Solar Film de Saul Bass i Michael Britton - Solly's Diner de Harry Mathias, Jay Zukerman i Larry Hankin | - Every Child de Derek Lamb - Dream Doll de Bob Godfrey - It's So Nice to Have a Wolf Around the House de Paul Fierlinger |

## Oscar Especial
- Alan Splet per El cavall negre (pels efectes de so)

## Premis Honorífics
- Alec Guinness - per l'art de representació a la pantalla a través de memorables i distingides actuacions. [estatueta]
- Hal Elias - per la seva dedicació i servei distingit a l'Acadèmia de les Arts i les Ciències Cinematogràfiques. [estatueta]

## Premi Irving G. Thalberg
- Ray Stark

## Premi Humanitari Jean Hersholt
- Robert Benjamin[2]

## Presentadors
| Nom                              |                                           |
| -------------------------------- | ----------------------------------------- |
| Hank Simms                       | Anunciador dels premis                    |
| Fay Kanin (president AMPAS)      | Obertura i benvinguda                     |
| Patrick Wayne                    | Explicació del procés i regles de votació |
| Cloris Leachman Jack Lemmon      | Millor actriu secundària                  |
| Ann Miller Mickey Rooney         | Millor direcció artística                 |
| Dolly Parton Ben Vereen          | Millor música original i adaptació        |
| Douglas Fairbanks Jr.            | Premi Humanitari Jean Hersholt            |
| Robert Hays Kristy McNichol      | Millor vestuari                           |
| Farrah Fawcett Harold Russell    | Millors efectes visuals                   |
| Persis Khambatta William Shatner | Millors documentals                       |
| Lauren Hutton Telly Savalas      | Millors curtmetratges                     |
| Richard Gere                     | Presentador Medal of Commendation         |
| Ann-Margret Jack Valenti         | Millor pel·lícula de parla no anglesa     |
| Rod Steiger Sally Kellerman      | Millor so                                 |
| Kirk Douglas                     | Premi Irving G. Thalberg                  |
| Jamie Lee Curtis George Hamilton | Millor fotografia                         |
| Gene Kelly Olivia Newton-John    | Millor cançó                              |
| Bo Derek Christopher Reeve       | Millor muntatge                           |
| Walter Matthau Liza Minnelli     | Millor actor secundari                    |
| Dustin Hoffman                   | Premi Honorífic a Alec Guinness           |
| Goldie Hawn Steven Spielberg     | Millor direcció                           |
| Neil Simon                       | Millor guió original i adaptat            |
| Walter Mirisch                   | Premi Honorífic a Hal Elias               |
| Jane Fonda                       | Millor actor                              |
| Richard Dreyfuss                 | Millor actriu                             |
| Charlton Heston                  | Millor pel·lícula                         |

### Actuacions
| Nom                                      | Paper                        | Peça                                                                                    |
| ---------------------------------------- | ---------------------------- | --------------------------------------------------------------------------------------- |
| Henry Mancini                            | Arranjador musical Conductor | Orquestra                                                                               |
| Kermit the Frog Miss Piggy Paul Williams | Interpreta                   | "Rainbow Connection" de The Muppet Movie                                                |
| Dudley Moore Helen Reddy                 | Interpreta                   | "Song from 10 (It's Easy to Say)" de 10                                                 |
| Melissa Manchester                       | Interpreta                   | "Through the Eyes of Love" de Castells de gel "I'll Never Say Goodbye" from The Promise |
| Donald O'Connor                          | Interpreta                   | "Dancin' on the Silver Screen"                                                          |
| Dionne Warwick                           | Interpreta                   | "It Goes Like It Goes" de Norma Rae                                                     |
| Cor de l'Acadèmia                        | Interpreta                   | "That's Entertainment" al final de la cerimònia                                         |

## Múltiples nominacions i premis
| Les següents pel·lícules van rebre diverses nominacions: - 9 nominacions: Comença l'espectacle i Kramer conta Kramer - 8 nominacions: Apocalypse Now - 5 nominacions: Primera volada - 4 nominacions: La síndrome de la Xina, Norma Rae i The Rose - 3 nominacions: 1941, Casa de boges, Star Trek: La pel·lícula - 2 nominacions: 10, Alien, El cavall negre, Justícia per tothom, Being There, The Black Hole, Manhattan, The Muppet Movie, Una petita història d'amor i Starting Over | Les següents pel·lícules van rebre més d'un premi: - 5 premis: Kramer contra Kramer - 4 premis: Comença l'espectacle - 2 premis: Apocalypse Now i Norma Rae |